# Ousmane Issoufou Oubandawaki

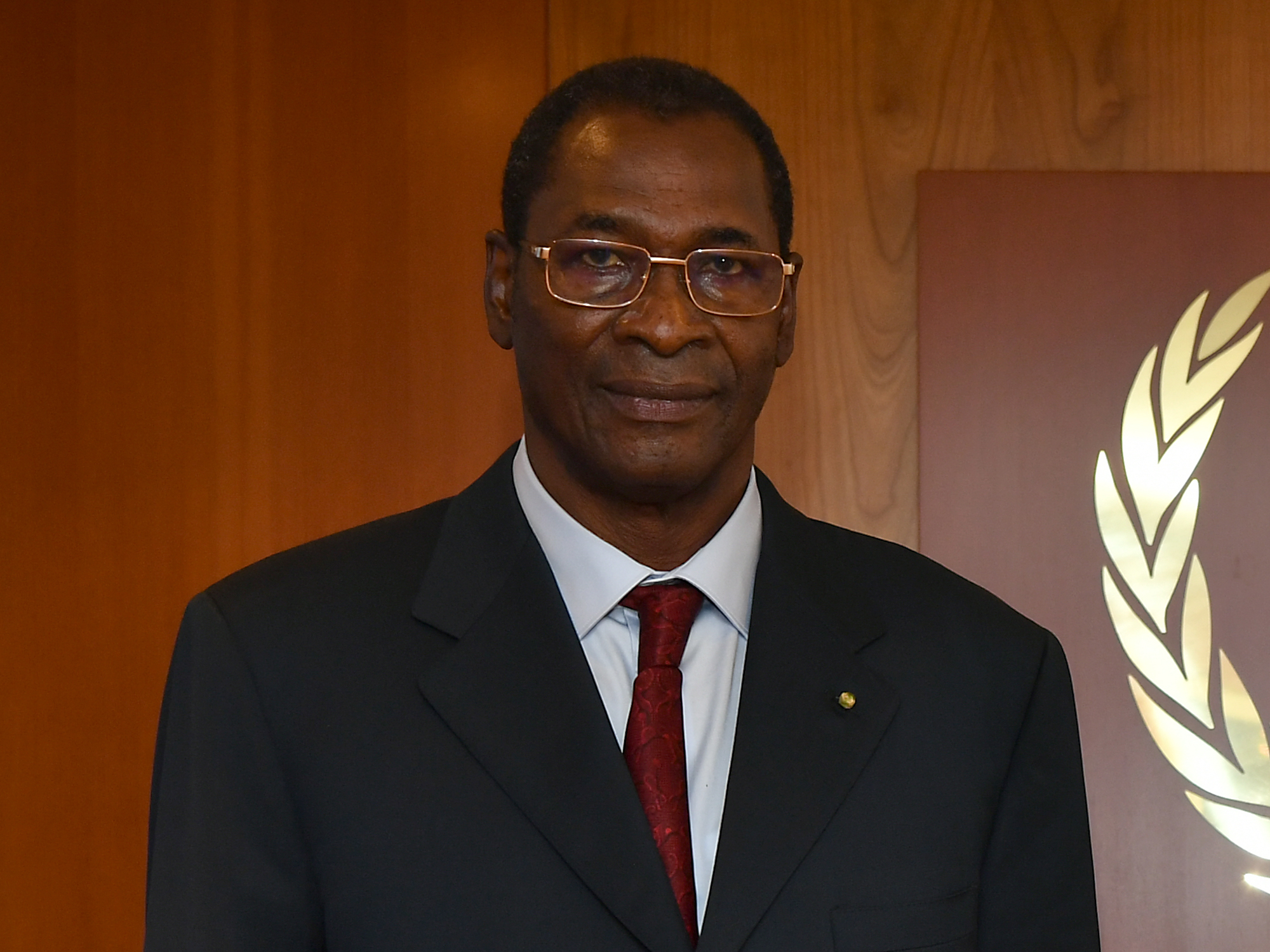
Ousmane Issoufou Oubandawaki (2020)

Ousmane Issoufou Oubandawaki (* 5. September 1948 in Birni-N’Konni) ist ein nigrischer Manager und Politiker.

## Leben
Ousmane Issoufou Oubandawaki besuchte die Grundschule in seinem Geburtsort Birni-N’Konni und anschließend das Lycée national in der Hauptstadt Niamey, das er 1969 mit dem Baccalauréat verließ. 1974 schloss er die École nationale de l’aviation civile in Frankreich als Ingenieur ab. Danach machte er mit einem Stipendium des Entwicklungsprogramms der Vereinten Nationen eine Ausbildung zum Master in Luftfahrt-Wirtschaft an der Universität Montreal. Zurück in Niger, trat Oubandawaki in den öffentlichen Dienst. Er arbeitete für die nationale Vertretung der afrikanischen Luftfahrtbehörde Agence pour la sécurité de la navigation aérienne en Afrique et à Madagascar (ASECNA) in Niamey. Er wurde technischer Abteilungsleiter, dann Generaldirektor des Luftfahrtunternehmens Air Niger und schließlich Direktor für zivile Luftfahrt. 1985 wurde Oubandawaki an die ASECNA-Zentrale in Dakar versetzt, wo er sukzessive als Chief Operating Officer, Generalsekretär, Verwaltungs- und Finanzdirektor sowie Chief Human Resources Officer tätig war.
Nigers Staatspräsident Mahamane Ousmane und die Regierung von Premierminister Hama Amadou wurden am 27. Januar 1996 durch einen Militärputsch unter der Führung von Ibrahim Baré Maïnassara abgesetzt. Baré Maïnassara ließ sich bei den manipulierten Präsidentschaftswahlen am 7. und 8. Juli 1996 zum Staatspräsidenten wählen. Ousmane Issoufou Oubandawaki wurde als Verteidigungsminister in die Regierung vom 23. August 1996 unter Premierminister Boukary Adji berufen. Als 1997 meuternde Soldaten der Streitkräfte Nigers den Armeekommandanten Ahmed Mohamed und den Präfekten der Region Agadez als Geiseln nahmen, verhandelte Oubandawaki erfolgreich deren Freilassung. In Baré Maïnassaras Regierung vom 1. Dezember 1997, mit Ibrahim Hassane Mayaki als Premierminister, wechselte Oubandawaki das Ressort und wurde Verkehrsminister. Die Regierung wurde bei einem Militärputsch am 9. April 1999 gestürzt, bei dem Staatspräsident Baré Maïnassara ums Leben kam. Ousmane Issoufou Oubandawaki kehrte im selben Jahr zur ASECNA in Dakar als deren Generaldirektor zurück. Diese Funktion übte er bis 2004 aus.
Oubandawaki unternahm 2009 ein politisches Comeback in Niger. Er gründete die Kleinpartei Bündnis nigrischer Patrioten (RPN-Alkalami), für die er bei den Parlamentswahlen am 20. Oktober 2009 als deren einziger gewählter Abgeordneter in die Nationalversammlung einzog. Er wurde Vorsitzender der neunköpfigen Fraktionsgemeinschaft Indépendant. Das Bündnis nigrischer Patrioten ging noch vor den Parlaments- und Präsidentschaftswahlen am 31. Januar 2011 in der Partei Allianz für die demokratische Erneuerung (ARD-Adaltchi Mutunchi) auf, die aber den Wiedereinzug ins Parlament verfehlte. Als Präsidentschaftskandidat der ARD-Adaltchi Mutunchi wurde Oubandawaki mit 1,92 % der Wählerstimmen siebenter von zehn Bewerbern. Der neue Staatspräsident Mahamadou Issoufou ernannte Oubandawaki 2011 zu einem Sonderberater der Präsidentschaftskanzlei. Oubandawaki kehrte 2013 der ARD-Adaltchi Mutunchi den Rücken, um sich der Nigrischen Partei für Demokratie und Sozialismus (PNDS-Tarayya) von Staatspräsident Issoufou anzuschließen.

## Ehrungen
- Ehrenprofessur des Institut Africain de Management de Dakar
- Kommandeur des Nationalordens der Komoren
- Kommandeur des Nationalordens von Mali
- Kommandeur des Nationalordens von Niger
- Kommandeur des Nationalordens von Senegal
- Kommandeur des Nationalordens der Zentralafrikanischen Republik[1]